# Japeň (Velká Fatra)
Japeň nebo také Predný Japeň (1154 m n. m.) je vrcholek ve Velké Fatře na Slovensku. Samostatně stojící, mohutný vrchol v jižní části Velké Fatry,  odděluje Starohorskou, Bystrickou a Tureckou dolinu. Vrchol neleží na hlavním hřebeni, s tím jej spojuje snížený hřbet, který se táhne severozápadním směrem k vrcholu Malá Krížna. Masiv vrcholu Japeň je tvořen horninami původního Krížňanského příkrovu a je silně zalesněn. Porosty tvoří většinou buk, na vrcholových loukách se nachází mohutné soliterní javory.

## Přístup
- po zelené  značce č. 5432 z Dolného Harmance přes vrchol Zadný Japeň (1065 m n. m.)
- po zelené  značce č. 5432 ze Starých hor
- po žluté  značce č. 8452 z Turecké přes Malou Krížnou (1319 m n. m.)